# Aldo de Nigris
Jesús Aldo de Nigris Guajardo (Monterrey, 22 de julho de 1983), é um ex-futebolista mexicano que atuava como atacante. Atualmente, é o treinador assistente do Monterrey.

## Carreira

### Monterrey
Em 15 de novembro de 2009, o irmão de Aldo Antonio que jogou pelo AE Larissa, faleceu de um ataque do coração aos 31 anos de idade.
Em sua primeira partida após a morte do irmão, dedicou o seu único gol a ele em partida contra o América em 21 de novembro de 2009. Ele também marcou dois gols contra o Toluca nas semifinais. E também marcou na final do campeonato contra o Cruz Azul, gol que deu o título ao Monterrey.
Um ano depois, Aldo conquistou novamente o Campeonato Mexicano vencendo desta vez o Santos Laguna. Em 27 de abril de 2011 o Monterrey conquistou a Liga dos Campeões da CONCACAF batendo o Real Salt Lake clube da MLS.Fez um gol no Mundial e contra o Chelsea, mas seu time acabou perdendo por 3 a 1 e disputando o terceiro lugar do torneio.De Nigris foi o artilheiro, com quatro, empatado com seu companheiro de equipe Humberto Suazo.

## Seleção nacional
Foi chamado para a Seleção Mexicana para os amistosos contra a Bolivia dia 24 de fevereiro de 2010 e contra a Nova Zelândia no dia 3 de março de 2010. O México venceu a Bolivia por 5-0 com de Nigris entrando no segundo tempo. Ele foi primeira vez titular contra a Nova Zelândia em partida que disputou as quarenta e cinco minutos iniciais. O México venceu por 2-0. de Nigris ficou fora da lista dos 23 convocados por Javier Aguirre para a disputa da Copa do Mundo FIFA de 2010 devido uma lesão, que levou 12 semanas para recuperação.
Em 29 de março de 2011, marcou seu primeiro gol pela seleção, em um amistoso contra a Venezuela.

### Copa Ouro da CONCACAF de 2011
De Nigris foi convocado para o seleção mexicana para disputar a Copa Ouro da CONCACAF de 2011.Em 5 de junho, ele marcou o segundo gol no 5 a 0 sobre El Salvador, depois de entrar como substituto no segundo tempo.Três dias depois, ele marcou novamente chegando na segunda metade da partida das quartas-de-final contra a Guatemala.Depois de empatar com o Honduras em 0 a 0 na partida semifinal, de Nigris abriu o placar na primeira metade do tempo-extra, caminhando em uma cobrança de escanteio. México ganhou o jogo por 2 a 0, avançando assim para o final.

### Pós-Copa CONCACAF
Jogou um amistoso contra o Brasil em que sua seleção venceu a partida por 2 a 0.

## Vida Pessoal
Seu irmão mais velho Alfonso é um ator e modelo. Seu outro irmão, o falecido Antonio de Nigris, também foi um jogador de futebol. Ele também tem um descendência italiana. Ele está atualmente patrocinado pela Under Armour.

## Estatísticas

### Clubes
| Clube     | Ano | Liga  | Liga | Copa Libertadores | Copa Libertadores | InterLiga | InterLiga | CONCACAF | CONCACAF | Outros | Outros | Total | Total |
| Clube     | Ano | Jogos | Gols | Jogos             | Gols              | Jogos     | Gols      | Jogos    | Gols     | Jogos  | Gols   | Jogos | Gols  |
| --------- | --- | ----- | ---- | ----------------- | ----------------- | --------- | --------- | -------- | -------- | ------ | ------ | ----- | ----- |
| Monterrey |     |       |      |                   |                   |           |           |          |          |        |        |       |       |
| 2008–09   | 17  | 5     | –    | –                 | 0                 | 0         | –         | –        | –        | –      | 17     | 5     |       |
| 2009–10   | 31  | 14    | 1    | 0                 | 2                 | 0         | –         | –        | 34       | 14     |        |       |       |
| 2010–11   | 33  | 11    | –    | –                 | –                 | –         | 10        | 5        | 2        | 1      | 45     | 17    |       |
| 2011–12   | 24  | 11    | –    | –                 | –                 | –         | 8         | 4        | –        | –      | 32     | 15    |       |
| 2012–13   | 6   | 0     | –    | –                 | –                 | –         | 1         | 0        | 1        | 1      | 8      | 1     |       |
| Total     | 111 | 41    | 1    | 0                 | 2                 | 0         | 19        | 9        | 3        | 2      | 136    | 52    |       |

## Títulos
Tigres UANL
- InterLiga: 2005, 2006

Monterrey
- Campeonato Mexicano: Apertura 2009, Apertura 2010
- Liga dos Campeões da CONCACAF: 2010–11, 2011–12, 2012–13
- InterLiga: 2010
- Copa do Mundo de Clubes da FIFA: 2012 (3º lugar)

Seleção Mexicana
- Copa Ouro da CONCACAF: 2011